# 尼爾森鎮區 (明尼蘇達州威爾金縣)
尼爾森鎮區（英語：Nilsen Township）是位於美國明尼蘇達州威爾金縣的一個行政鎮區。

## 地理
根據美國人口普查局的數據，尼爾森鎮區的面積為93.41平方千米，皆為陸地。

## 地方資料
根據2020年美國人口普查的數據，當地共有人口59人，而人口密度為每平方千米0.55人。
共有 21 户家庭，其中 38.1% 有 18 歲以下兒童同住，85.7% 為夫妻，14.3% 為非家庭。所有家庭中 14.3% 由個人組成，9.5% 有 65 歲或以上的獨居者。平均家庭規模為 2.81，平均家庭規模為 3.11。
全區人口分佈較為分散，18歲以下人口占28.8%，18歲至24歲人口占3.4%，25歲至44歲人口占25.4%，45歲至64歲人口占27.1%，65歲及以上人口占15.3% 。中位年齡為 40 歲。每 100 名女性對應 110.7 名男性。每 100 名 18 歲及以上女性對應 121.1 名男性。
該區家庭收入中位數為 81,111 美元，家庭收入中位數為 51,250 美元。男性的平均收入為 70,625 美元，而女性的平均收入為 19,000 美元。該鎮的人均收入為38,902 美元。有13.3%的家庭和9.1%的人口生活在貧困線以下，其中沒有18歲以下的人，也沒有64歲以上的人。